# دوغ ريد
دوغ ريد (17 أكتوبر 1928 بكرايستشرش في نيوزيلندا - ) (بالإنجليزية: Doug Reid)‏ هو لاعب كريكت نيوزلندي. لعب مع فريق كانتربري للكريكت ‏.

## وصلات خارجية
- دوغ ريد على موقع إي آس بي آن كريك إنفو (الإنجليزية)